# Dorma
DORMA — немецкая компания, которая производит дверные системы и технологии, автоматические двери, дверные доводчики, дверную фурнитуру, дверные петли, дверные ручки, замки, электрозащёлки и сопутствующие товары.
Основана как Dörken & KG Mankel в Германском городе Эннепеталь в 1908 году.
01 июля 2016 года компании DORMA и Kaba объединились в компанию dormakaba.